# Louis Scutenaire

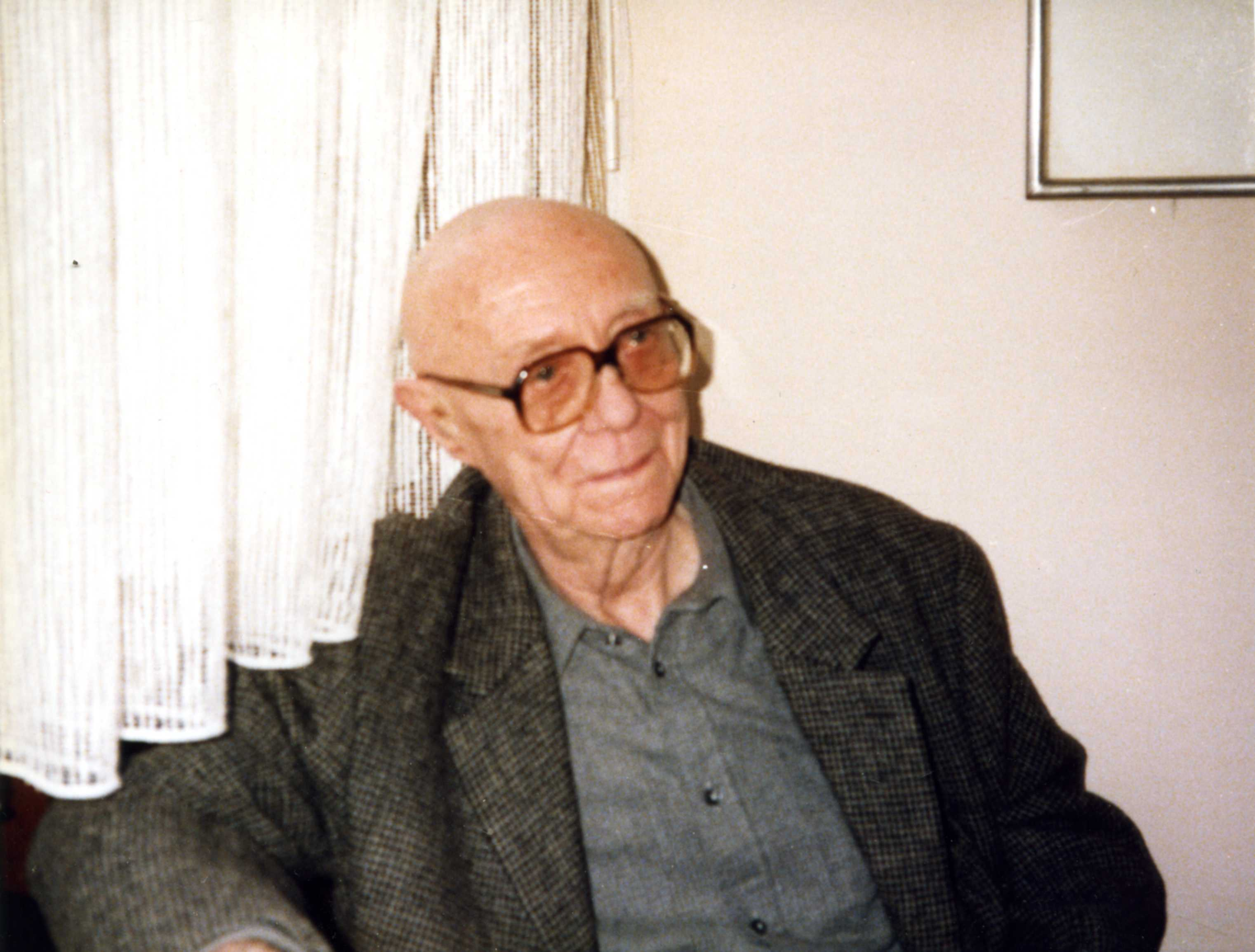
Louis Scutenaire (1980er Jahre)

Louis Scutenaire (* 29. Juni 1905 in Ollignies, Lessines; † 15. Juli 1987 in Brüssel) war ein belgischer surrealistischer Schriftsteller französischer Sprache.

## Leben und Werk
Jean Émile Louis Scutenaire, der sich zuerst Jean Scutenaire und ab 1945 Louis Scutenaire nannte, studierte Rechtswissenschaft und war von 1941 bis 1970 im belgischen Innenministerium tätig. 1927 kam er durch die Begegnung mit Paul Nougé zum Kreis der Brüsseler Surrealisten, wo er mit Jane Graverol, Christian Dotremont, Fernand Dumont und Constant Malva verkehrte, seine Frau, Irène Hamoir, kennenlernte und sich René Magritte zum Freunde machte. Er veröffentlichte Gedichte, einen autobiographischen Text über seine Kindheit, Bücher über Magritte und vor allem unter dem Titel Mes inscriptions (Meine Eintragungen) 5 Bände Aphorismen, Anekdoten, Zitate und Wortspiele, in denen er in surrealistischer Manier Gemeinplätze und Banalitäten geistvoll abwandelte.

## Werke (Auswahl)

### Französisch
- Mes inscriptions. 5 Bde. 1945–1987.
  - 1. Gallimard, Paris 1945.
    - (andere Auflagen) 1943–1944. Labor, Brüssel 1990 (Vorwort André Thirion, Interpretation Alain Delaunois). Allia, Paris 2007.

  - 2. 1945–1963. Allia, Paris 1984, 2017.
  - 3. 1964–1973. Brassa, Brüssel 1981.
  - 4. 1974–1980. Pré aux Clercs, Paris 1984.
  - 5. 1980–1987. Pré aux Clercs, Paris 1990. BRASSA, Brüssel 1990.
- Avec Magritte. Lebeer Hoosmann, Brüssel 1977. Atelier contemporain, Straßburg 2021. (Sammlung eigener Schriften über Magritte 1940–1960)
- La Citerne. Poèmes complets. BRASSA, Brüssel 1987-
  - 1. 1913–1945.
- Lunes rousses. Le Dilettante, Paris 1987. (Vorwort von Frédéric Dard)
- (mit Roland Topor) Le Bosquet de Sherwood. La Pierre d'alun, Brüssel 1988.
- J᾽ai quelque chose à dire. Et c᾿est très court. Collection d᾿Inscriptions, évocations et autres textes. Hrsg. Jean-Philippe Querton. Cactus Inébranlable éditions, Amougies 2021. (Vorwort von Xavier Canonne)

### In deutscher Übersetzung
- Der Surrealismus in Belgien. Eine Anthologie. Übersetzer und Hrsg. Heribert Becker. Verlag Hans Schiler, Berlin und Tübingen 2019, S. 120–146.